# Bermudi
Bermudski otoci su otočje u Atlantiku i jedno su od Britanskih prekomorskih područja. Istočno su od Sjeverne Karoline, jedne od saveznih država SAD-a.
Postali su poznati po Bermudskom trokutu i bermudskim hlačama.

## Povijest
Bermude je "otkrio" jedan španjolski istraživač, ali se zbog opasnih grebena koji okružuju otoke nije usudio iskrcati na obalu.
Prvi naseljenici su bili engleski kolonisti koji su bili na putu za Virginiu i nakon brodoloma 1609. se iskrcali na otok. Brodolomci su proveli na otoku 10 mjeseci a njihovi izvještaji o otoku su u Engleskoj izazvali veliku pozornost tako da je kralj Jakov I. 1615. dao pravo upravljanja otocima Bermuda Company. Oko 60 kolonista je 1612. osnovalo St. George. 1620. je postavljeno prvo predstavništvo vlade i time su Bermudi postali samostalna kolonija. 
Zbog velike udaljenosti od matice zemlje, gospodarstvo se usredotočilo na trgovinu sa soli i za brodogradnju vrlo pogodnim cedrovim drvom. Glavnim gradom postao je 1815. Hamilton, grad koji je osnovan 1620. Od 1600. do 1734. Bermuda je bila baza u trgovini robljem. U više slučajeva robovi su dizali pobune koje su bile gušene. Od 1701. Britanska kruna je shvatila vojnu važnost Bermuda za britanske interese u Novom svijetu i ondje je poslana vojska i uspostavljena baza Britanske ratne mornarice. Od tada se razvija trgovina i lov na kitove, a za vrijeme Američkog rata za neovisnost (1775. – 1781.), Bermudi su bili najvažnija baza britanskih gusara koji su napadali trgovačke brodove pobunjenih Amerikanaca. 
Tijekom američkog građanskog rata Bermuda je bila mjesto odakle je krijumčaren ratni materijal neophodan Konfederaciji.
Za vrijeme drugog svjetskog rata su Bermudi važna baza američke vojske. 1941. je američka vojska sagradila dvije baze, a u zamjenu su britanske snage dobile američke razarače. Američke, kanadske i britanske baze na otocima zatvorene su 1995.
Nakon Drugog svjetskog rata Bermudi su se uspješno razvijali i postali značajno financijsko središte na otvorenom moru. 1968. je usvojen Ustav koji od tada pojačava težnje za neovisnošću iako je stanovništvo 1995. referendumom odbilo neovisnost.

## Politika
Bermudi su prekomorsko područje Ujedinjenog kraljevstva. Državni poglavar je kralj Karlo III. kojeg zastupa imenovani generalni guverner. Sve važne političke odluke, naročito pitanja iz područja vanjske i obrambene polike donosi direktno vlada u Londonu.

## Zemljopis
Bermudski otoci su postali poznati prije svega zbog Bermudskog trokuta. To je područje na kojem se, navodno, svako toliko dogodi da tajanstveno nestane brod ili avion. 
Klima je na Bermudima suptropska, vlažno-topla. No bez obzira na tu klasifikaciju, u siječnju temperatura može pasti i na 5°C. U rujnu su uragani česta pojava.
Najviša točka je Town Hill sa 79 m nadmorske visine. Na otocima ima upadljivo puno krških špilja. Otoci su okruženi koraljnim grebenima koji su na ovom mjestu najsjeverniji na Zemlji. Kako na otoku nema rijeke, mora se skupljati kišnica u cisternama. 
Za otoke je tipična suptropska vegetacija razne vrste gumovaca, razne vrste žalfija i bermudski cesar. Na nekim dijelovima obale rastu i mangrove.
Na bermudskim otocima je i gnjezdište gotovo izumrlih ptica Bermuda-Petrel.
Na otocima postoji više nacionalnih parkova, kako na kopnu tako i pod vodom.

## Gospodarstvo
Najvažnija gospodarska grana je turizam s oko 40% društvenog bruto proizvoda. Oko 90% turista dolazi iz SADa, ali raste i broj turista iz Zapadne Europe. Kako su Bermudi "porezni raj" (s niskim poreznim stopama), na otocima su se smjestile kreditne ustanove i osiguravajuće tvrtke.   
Suptropska klima omogućuje intenzivnu poljoprivredu. Uzgaja se prije svega južno voće, krumpir, povrće, duhan i cvijeće (prije svega ljiljani). Ribolov samo pokriva vlastite potrebe. Osim vapna koje se koristi u građevinarstvu, nema drugih sirovina. Mali industrijski pogoni prerađuju mirise i proizvode lijekove i kozmetiku.
Izvoze se prije svega južno voće, povrće, cvijeće, biljni ekstrakti i farmaceutski i kozmetički proizvodi. Sve vrste prehrambenih proizvoda, naftne prerađevine kao i automobili se uvoze.

## Promet
Bermudi imaju prilično guste zračne linijske veze s Londonom kao i s američkim kopnom. S Europom su povezani čarter linijama. Na otocima se promet odvija državnim autobusima. Veliki otoci povezani su nasipima i mostovima.
Stanovnici otoka smiju imati samo jedan automobil po obitelji. Turisti mogu birati između bicikla, autobusa, taksija, konjskih kočija i mopeda. Moped je inače nacionalno prijevozno sredstvo na otocima.
Za međunarodni morski promet, značajne su luke Freeport, Hamilton i Saint George.

## Stanovništvo
70% stanovništva su crnci i mulati, a 30% su bijelci. Tamnoputi stanovnici su potomci afričkih robova, dok su bijelci britanskog porijekla. Glavni grad Hamilton ima oko 3.000 stanovnika. Službeni kao i svakodnevni jezik je britanski engleski. Većina stanovnika su protestanti (pretežno anglikanci), dok su 15% rimokatolici. 
Životni standard je vrlo visok. Nezaposlenosti praktično nema. Više od 80% proračuna se izdvaja za socijalna davanja i za obrazovanje.
Školska obveza traje od 6. do 17. godine života. Na Bermudima se može školovati do visokoškolskog stupnja, a na studije se odlazi u SAD ili Kanadu.
Većina stanovnika obavlja različite poslove. Nepoznato je podcjenjivanje bilo kojeg posla. Doduše, obojenoj većini je tek od 1961. godine dozvoljeno sjediti uz bijelce u autobusu, kinu ili restoranu, ali danas integracija različitih boja funkcionira kao rijetko gdje drugdje, što vrijedi i za turiste. Različitih zločina gotovo da uopće nema, pa je sićušni zatvor uglavnom prazan.
Na Bermudima se njeguje britanska tradicija. To se vidi na raznim paradama, na svečanim uniformama, na izgledu gradova kao i u kuhinji.

## Jezici
Bermudi imaju bez imigrantskog portugalskog jezika (2.610) svega 1 jezik koji se govori na otoku, to je službeni engleski  s 58.800 govornika (1989).